# Carpatair
Carpatair ist eine rumänische Fluggesellschaft mit Sitz in Timișoara und Basis auf dem Flughafen Timișoara.

## Geschichte

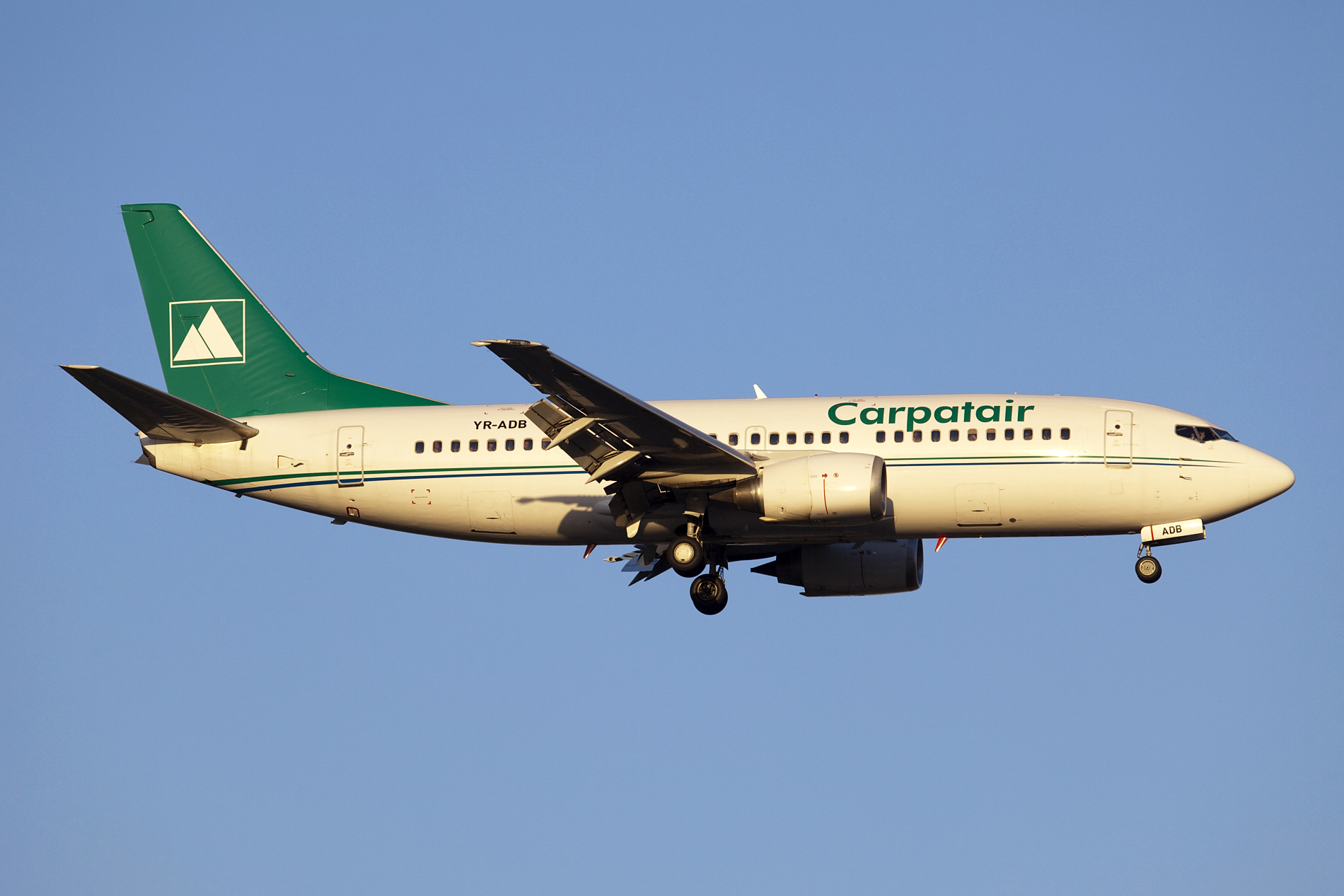
Boeing 737-300 der Carpatair

Carpatair wurde 1999 zunächst unter dem Namen Veg Air gegründet und begann im Februar desselben Jahres den Flugbetrieb mit einer von Moldavian Airlines geleasten Jakowlew Jak-40 von Cluj aus. Bereits im Dezember 1999 erhielt die Gesellschaft ihren bis heute bestehenden Namen, als Investoren aus Schweden und der Schweiz einen Anteil von 49 % erwarben.
Carpatair errang hohe Marktanteile, da sie eine der ersten Fluggesellschaften war, die internationale Verbindungen aus der rumänischen siebenbürgischen Region anboten, und konnte sich zunächst gegen die größte rumänische Fluggesellschaft TAROM behaupten. Darüber hinaus bestand eine enge technische und organisatorische Kooperation mit der moldawischen Moldavian Airlines sowie Verträge mit Gesellschaften wie Lufthansa und Austrian Airlines.
Von 1999 bis 2007 betrieb Carpatair die mittlerweile ausgemusterte Saab 340. Im Frühjahr 2013 wurden zudem alle sechs Saab 2000 ausgemustert, was zu einer deutlichen Verkleinerung der Flotte führte.
Nachdem bereits einige Tage zuvor mehrere Routen ausgesetzt wurden, meldete Carpatair am 23. Januar 2014 Insolvenz an, der Betrieb soll jedoch aufrechterhalten werden.
Nachdem das Unternehmen das Insolvenzverfahren überstanden hatte, fliegt die Gesellschaft heute als Charter-Linie mit Basen in Frankreich und Italien.

## Flotte

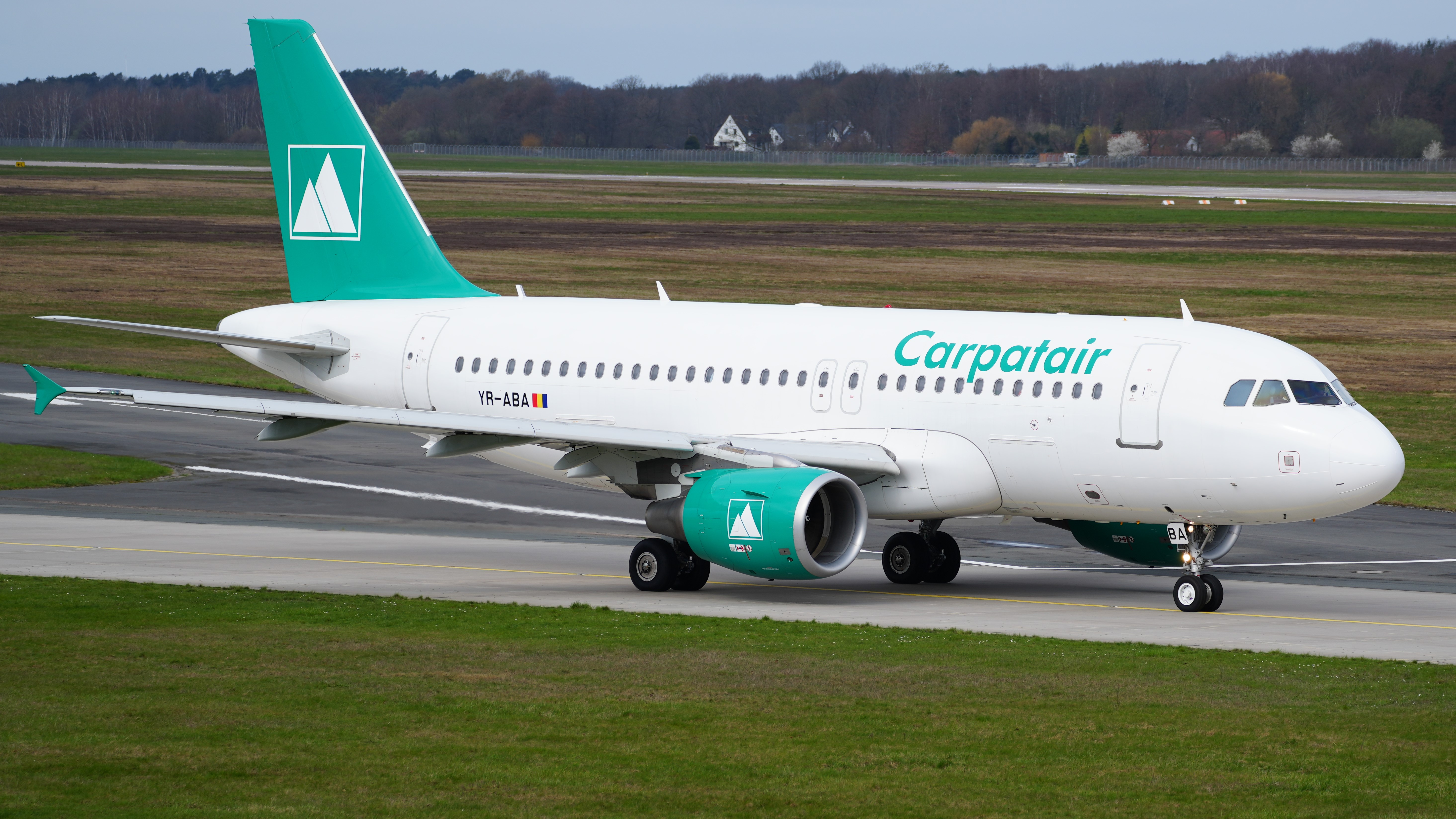
Airbus A319-111 der Carpatair in Hannover

### Aktuelle Flotte
Mit Stand April 2025 besteht die Flotte der Carpatair aus drei Flugzeugen mit einem Durchschnittsalter von 16,9 Jahren:
| Flugzeugtyp     | Anzahl | bestellt | Anmerkungen | Sitzplätze | Durchschnittsalter |
| --------------- | ------ | -------- | ----------- | ---------- | ------------------ |
| Airbus A319-100 | 2      |          |             | 150        | 17,2 Jahre         |
| Airbus A320-200 | 1      |          |             | 180        | 16,4 Jahre         |
| Gesamt          | 3      | -        |             |            | 16,9 Jahre         |

### Ehemalige Flugzeugtypen

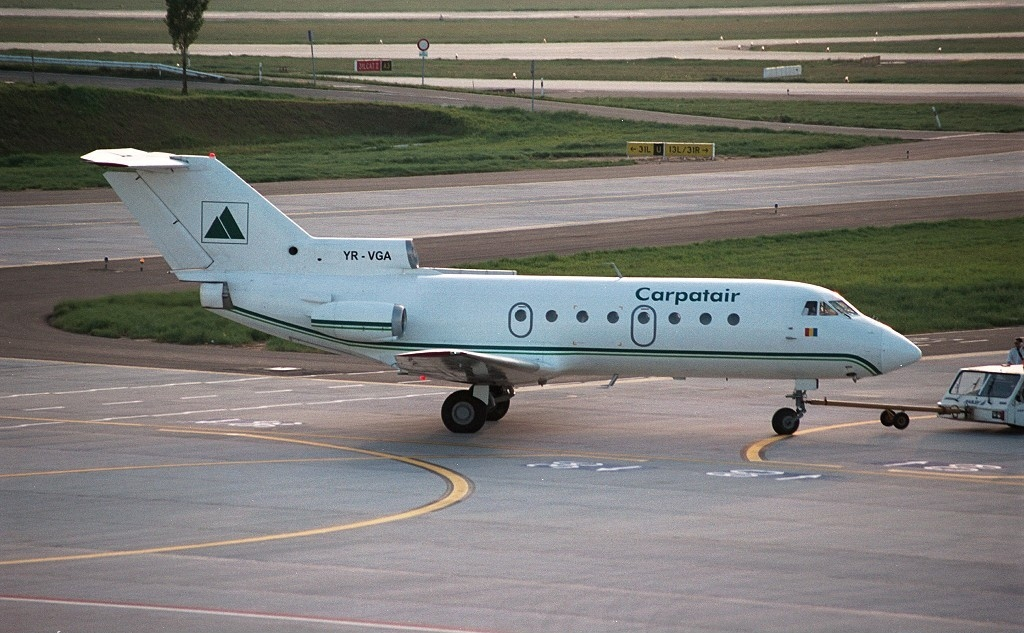
Jakowlew Jak-40 der Carpatair in Budapest im Jahr 2000

- ATR 72-500
- Boeing 737-300
- Fokker 70
- Fokker 100
- Saab 340
- Saab 2000
- Jakowlew Jak-40

## Zwischenfälle
Am 2. Februar 2013 schoss eine von Carpatair im Auftrag von Alitalia betriebene ATR 72-500 auf Alitalia-Flug 1670 bei der Landung auf dem Flughafen Rom-Fiumicino 300 Meter über die Piste hinaus. Dabei wurden an Bord der Maschine 16 Personen zum Teil schwer verletzt. Der Alitalia-Schriftzug sowie ihr Logo wurden noch in der Nacht darauf am Unfallort mit weißer Farbe überlackiert, laut Medien solle die Fluggesellschaft so vor möglichen Imageschäden bewahrt werden. Nach dem Zwischenfall beendete Alitalia die Zusammenarbeit mit Carpatair vorläufig. Die betroffene Maschine ist nicht mehr bei Carpatair in Betrieb.